# 吳森 (天順進士)
吳森（?—?），福建云霄西林人，明朝政治人物、進士出身。

## 生平
天顺元年，登進士，官至浙江右参政。